# Argiusta-Moriccio
Argiusta-Moriccio (en idioma corso Arghjusta è Muricciu) es una comuna francesa del departamento de Córcega del Sur, en la colectividad territorial de Córcega.

## Demografía[1]
| abs. | 224 | 170 | 189 | 255 | 270 | 266 | 270 | 325 | 356 | 348 | 357 | 370 | 378 | 504 | 456 | 542 | 577 | 591 | 509 | 527 | 515 | 505 | 508 | 300 | 283 | 168 | 137 | 127 | 105 | 93 | 77 | 84 | 82 | 76 |
| Para los censos de 1962 a 1999 la población legal corresponde a la población sin duplicidades (Fuente: INSEE [Consultar]) |     |     |     |     |     |     |     |     |     |     |     |     |     |     |     |     |     |     |     |     |     |     |     |     |     |     |     |     |     |    |    |    |    |    |